# انشقاق ۱۵۵۲

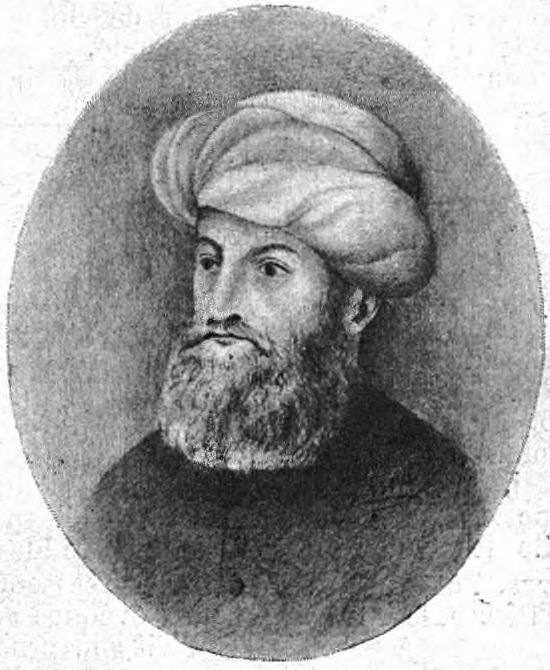
عبدیشو که در سال ۱۵۵۵ به عنوان پاترایرک کلدانی، جانشین سولاقا شد

انشقاق ۱۵۵۲ رویدادی مهم در تاریخ کلیسای مشرق است. این رویداد باعث ایجاد دو شق در این کلیسا شد که شقی به کلیسای کاتولیک روم پیوست و بخشی از آن شد و شقی دیگر مستقل باقی ماند. اولی کلیسای کاتولیک کلدانی و دومی کلیسا شرق آشوری نام گرفت که هر دو تبار خویش را به کلیسای باستانی مشرق می‌رسانند.